# Plessimeter

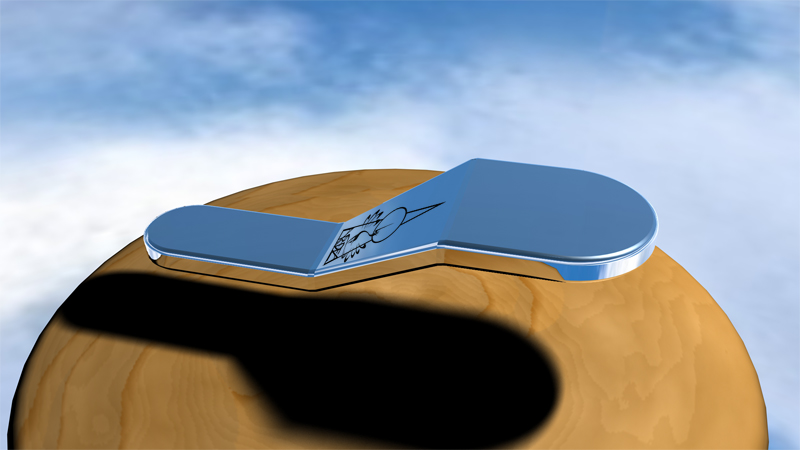
Plessimeter aus Chirurgenstahl

Das Plessimeter (oder Pleximeter) ist ein in der Medizin zur Diagnostik eingesetztes Hilfsmittel. 
Es besteht aus einem dünnen, spatelförmigen Plättchen, welches fest auf den zu untersuchenden Körperabschnitt gedrückt wird und mit einem Perkussionshammer beklopft wird. Der Vorteil besteht einerseits darin, dass die Finger des Untersuchers geschont werden und der somit erzeugte Klopfschall bedeutend lauter ist als bei der direkten Perkussion. Wurden früher noch Silber und Elfenbein verwendet, wird es heute meist aus Kunststoff hergestellt, die bessere Ausführung ist aus Chirurgenstahl.
Eine (ggf. größere) Variante des Plessimeters wird auch in der Veterinärmedizin häufig eingesetzt.